# Cystium arthu-schottii
Cystium arthu-schottii là một loài thực vật có hoa trong họ Đậu. Loài này được (A. Gray) Rydb. mô tả khoa học đầu tiên năm 1929.